# 검은 막
일반 상대성 이론과 끈 이론에서 검은 막(영어: black brane 블랙 브레인[*])은 고차원 중력 이론에 존재하는 개체로, 블랙홀과 같이 사건 지평선을 가지지만 블랙홀과 달리 공간적으로 국한돼 있지 않다. 공간적으로 {\displaystyle p}차원을 차지하는 검은 막을 검은 p-막이라고 한다.

## 정의
{\displaystyle n}차원 민코프스키 시공간 속에서, {\displaystyle p+1}차원의 검은 막이 주어졌다고 하자. (즉, {\displaystyle p=0}은 블랙홀이며, {\displaystyle p=1}은 검은 끈이다.) 검은 막의 세계 부피 방향의 지표는
{\displaystyle \mu ,\nu \in \{0,1,\dotsc ,p\}}
로 표기하자. 또한, 이 검은 막이 속도 {\displaystyle u^{\mu }}를 갖는다고 하자 ({\displaystyle u^{\mu }u^{\nu }\eta _{\mu \nu }=-1}). 그렇다면, 검은 {\displaystyle p}-막은 다음과 같은 좌표
{\displaystyle (\sigma ^{0},\sigma ^{1},\dotsc ,\sigma ^{p},r,\theta _{1},\theta _{2},\dotsc ,\theta _{n-p-2})}
로 주어지며, 이에 대한 리만 계량은 다음과 같다.
{\displaystyle \mathrm {d} s^{2}=\left(\eta _{\mu \nu }+(R/r)^{n-p-3}u_{\mu }u_{\nu }\right)\mathrm {d} \sigma ^{\mu }\mathrm {d} \sigma ^{\nu }+\left(1-(R/r)^{n-p-3}\right)^{-1}\,\mathrm {d} r^{2}+r^{2}\mathrm {d} \Omega _{n-p-2}^{2}}
여기서
- {\displaystyle \eta _{\mu \nu }=\operatorname {diag} (-1,1,\dotsc ,1)}은 {\displaystyle p+1}차원 민코프스키 계량이다.
- {\displaystyle \mathrm {d} \Omega _{n-p-2}^{2}}는 {\displaystyle (n-p-2)}차원 초구의 계량이다.
- {\displaystyle R}는 길이의 단위를 갖는 상수이다.

## 성질
질량 중심 틀에서, 속도는
{\displaystyle u_{a}u_{b}=\delta _{a0}\delta _{b0}}
이 된다. 이 경우, 계량은
{\displaystyle \mathrm {d} s^{2}=-\left(1-(R/r)^{n-p-3}\right)\,\mathrm {d} t^{2}+\sum _{i=1}^{p}(\mathrm {d} \sigma ^{i})^{2}+\left(1-(R/r)^{n-p-3}\right)^{-1}\,\mathrm {d} r^{2}+r^{2}\mathrm {d} \Omega _{n-p-2}^{2}}
가 된다.

### 대칭
이 검은 막은
{\displaystyle \operatorname {IO} (p,1)\times \operatorname {O} (n-p-1)}
대칭을 갖는다. 이 직접곱의 첫 성분은 {\displaystyle p+1}차원 푸앵카레 대칭이며, 둘째 성분은 막을 축으로 하는 회전 대칭(직교군)이다.

### 사건 지평선
이 계량은
{\displaystyle r=R}
에서 사건 지평선을 갖는다.

## 응용
끈 이론에서, 기본 끈, D-막, NS5-막, M-막 등은 낮은 에너지에서 초중력의 검은 막으로 나타난다. 이들은 AdS/CFT 대응성을 유도할 때 중요한 역할을 한다.

### M-막
11차원 초중력의 경우, M이론의 M2-막과 M5-막에 해당하는 극대 검은 2-막 및 5-막이 존재한다. 이 경우, 계량 텐서는
{\displaystyle ds^{2}=H_{\mathrm {M} p}(r)^{-2/3}\eta _{\mu \nu }dx^{\mu }dx^{\nu }+H_{\mathrm {M} p}(r)^{1/3}\delta _{ij}dy^{i}dy^{j}}
이다. 여기서
{\displaystyle H_{\mathrm {M} p}(r)=1+\left({\frac {r_{\mathrm {M} p}}{r}}\right)^{8-p}}
이고, 
{\displaystyle r_{\mathrm {M} 2}^{6}=32\pi ^{2}N_{2}l_{p}^{6}}
{\displaystyle r_{\mathrm {M} 5}^{3}=\pi N_{5}l_{p}^{3}}
이다. 또한 게이지장은
{\displaystyle F_{4}=dx^{0}\wedge dx^{1}\wedge dx^{2}\wedge dH_{\mathrm {M} 2}^{-1}} (M2-막)
{\displaystyle F_{4}=*(dx^{0}\wedge dx^{1}\wedge dx^{2}\wedge dx^{3}\wedge dx^{4}\wedge dx^{5}\wedge dH_{\mathrm {M} 5}^{-1})} (M5-막)
이다. 여기서 {\displaystyle *}는 11차원의 호지 쌍대이다.

### D-막
10차원 초중력에서는 Dp-막에 해당하는 극대 검은 p-막들이 존재한다. 그 계량 텐서는 (끈 틀(영어: string frame)에서) 다음과 같다.
{\displaystyle ds^{2}=H_{\mathrm {D} p}(r)^{-1/2}\eta _{\mu \nu }dx^{\mu }dx^{\nu }+H_{\mathrm {D} p}(r)^{1/2}\delta _{ij}dy^{i}dy^{j}}
여기서
{\displaystyle H_{\mathrm {D} p}(r)=1+\left({\frac {r_{p}}{r}}\right)^{7-p}}
{\displaystyle r={\sqrt {\delta _{ij}y^{i}y^{j}}}}
이고, 
{\displaystyle r_{p}^{7-p}=(2{\sqrt {\pi }})^{5-p}\Gamma \left({\frac {7-p}{2}}\right)g_{s}Nl_{s}^{7-p}}
이다. 이 경우 딜라톤은
{\displaystyle \exp(\Phi )=\exp(\Phi _{0})H_{\mathrm {D} p}^{(3-p)/4}}
이고, {\displaystyle \Phi _{0}}은 {\displaystyle r\to \infty }에서의 딜라톤 크기다. 라몽-라몽 장세기 {\displaystyle F_{p+2}}는 다음과 같다.
{\displaystyle F_{p+2}=dH_{\mathrm {D} p}^{-1}\wedge \omega _{p+1}}
여기서 {\displaystyle \omega _{p+1}=dx^{0}\wedge dx^{1}\wedge \dots \wedge dx^{p}}는 p-막의 세계부피 형식이다.